# حسن طوفانیان
ارتشبد حسن طوفانیان ( ۲۹ تیر  ۱۲۹۲  تهران –  ۶ شهریور ۱۳۷۷  واشینگتن دی.سی) خلبان نیروی هوایی شاهنشاهی ایران ،خلبان آزمایشی، استاد خلبان،استاد دانشکده افسری، مسئول خریدهای خارجی ،طراح پیمان بغداد، رئیس سازمان صنایع دفاع در دوران پهلوی بود.

## زندگی‌نامه
حسن طوفانیان فرزند میرزا مهدی‌ و آمنه حاج شیخ علی عرب، در یکشنبه ۲۹ تیر ۱۲۹۲ خورشیدی در تهران متولد شد. پدرش خیاطی و پارچه فروشی داشت. پس از انجام تحصیلات مقدماتی در مدرسه ترقی و متوسطه، در مهرماه ۱۳۱۳ ه‍.ش وارد دانشکده افسری شد و دورهٔ دو ساله آن را در مهرماه ۱۳۱۵ طی نمود و موفق به اخذ درجهٔ نایب‌دومی شد. وی ضمن تحصیل در دانشکدهٔ افسری، مدرسه‌ی نظامی دیده‌بانی را نیز طی کرده، دانشنامه گرفت و خلبان نظامی شد.
طوفانیان در مهرماه ۱۳۱۷ به درجهٔ ستوان یکمی و در ۱۳۲۱ به درجه‌ی سروانی و در ۱۳۲۵ به درجه سرگردی و در ۱۳۲۸ به درجهٔ سرهنگ دومی و سرانجام در۱۳۳۰ به درجهٔ سرهنگی نائل آمد و در همین مدت نشان‌های درجه سوم و درجه دوم سپه و درجه سوم دانش نظام را گرفت. وی از سال ۱۳۳۰ برای طی دورهٔ فرماندهی و ستاد (دافوس) به آمریکا اعزام شد و دورهٔ افسری رزمی را طی نمود و پس از بازگشت از آمریکا، به فرماندهی آموزشگاه خلبانی منصوب گردید و ضمناً به استادی دانشگاه جنگ برگزیده شد و اصول تاکتیک واحد هوایی را تدریس می‌کرد.
 
او مبدع دوره ستاد هوایی در دانشگاه جنگ و مربی پرواز شاه نیز بود.

در فوریه ۱۹۵۵ میلادی عراق و ترکیه در بغداد پیمانی امنیتی و دفاعی امضا کردند. چند ماه بعد ایران، پاکستان و بریتانیا هم به آن پیوستند. در این پیمان مقرر شد کمیته‌های مختلفی، از جمله کمیته نظامی تشکیل شود. نمایندگان نظامی ایران در کمیته‌ی نظامی بغداد عبارت بودند از: سرلشکر عبدالحسین حجازی، سرلشکر علی‌اشرف مظهری، سرهنگ منصور افخمی، سرهنگ نصرت‌الله اربابی، سرهنگ علی زند، سرهنگ حسن طوفانیان و سرهنگ فریدون جم.
حضور حسن طوفانیان به عنوان عضو ثابت کمیتهٔ نظامی بغداد که بعد از خروج عراق به علت کودتای عبدالکریم قاسم، به پیمان سنتو نامیده شد حائز اهمیت و امعان‌نظر است.
حسن طوفانیان در مهرماه ۱۳۳۶ به درجهٔ سرتیپی نائل آمد و عضویت کمیسیون دائمی سازمان دفاع نظامی را عهده‌دار شد. در سال ۱۳۴۰ به عنوان آجودان شاه برگزیده شده و در مهرماه ۱۳۴۱ به درجه‌ی سرلشکری دست یافت و در فروردین ۱۳۴۵ به درجه‌ی سپهبدی نائل شد و چندی بعد ریاست اداره‌ی چهارم ستاد بزرگ به او محول شد. سرانجام در آبان‌ماه ۱۳۵۲ به درجهٔ ارتشبدی نائل آمد. محل سازمانی این درجه، جانشینی وزیر جنگ و شغل اصلی وی ریاست اداره کل صنایع نظامی بود.
ارتشبد حسن طوفانیان از سال ۱۳۴۲ مسئول خرید اقلام دفاعی ایران شد و تا پایان رژیم پهلوی عهده‌دار این سمت خطیر و پول‌ساز بود و بدون تردید طوفانیان از طریق مستشاران آمریکایی به شاه معرفی شد و لیاقت خود را نیز در کمیته‌ی نظامی سنتو به منصهٔ ظهور رسانید. حسن اعتماد محمدرضا پهلوی به وی موجب گردید محرم اسرار نظامی شود و نقش مهمی در معاملات اسلحه‌ی ایران بازی کند و سرانجام به شهرت جهانی برسد.

وی مدعیست محمدرضا پهلوی بعد از وقوع کودتای فوریه ۱۹۶۳ عراق، تصمیم به حمله نظامی به این کشور را داشته است ولی او شاه را منصرف کرده است.
ارتشبد طوفانیان در جریان پیروزی انقلاب اسلامی در ایران توسط مردم دستگیر و به زندان قصر منتقل شد، امّا توسط عده‌ای به لویزان انتقال یافت که مدارک خریدهای کلان نظامی در آنجا نگهداری می‌شد. چگونگی این اقدام به فرار و طراحی و افراد شرکت کننده در این اقدام هنوز در هاله ایی از ابهام مانده است. فراری دادن وی به همراه این مدارک آخرین اقدام در مورد طوفانیان بود. او در مصاحبه با پروژه تاریخ شفاهی ایران دستگیری و زندانی شدن خود را تکذیب کرده و گفت هیچ وقت زندان نرفت و بعد از ۹ ماه مخفی شدن از کشور خارج شد.
| درجه          | سال  | سن |
| ------------- | ---- | -- |
| دانشکده افسری | ۱۳۱۳ | ۲۱ |
| ستوان دوم     | ۱۳۱۵ | ۲۳ |
| ستوان یک      | ۱۳۱۷ | ۲۵ |
| سروان         | ۱۳۲۱ | ۲۹ |
| سرگرد         | ۱۳۲۵ | ۳۳ |
| سرهنگ دوم     | ۱۳۲۸ | ۳۶ |
| سرهنگ         | ۱۳۳۰ | ۳۸ |
| سرتیپ         | ۱۳۳۶ | ۴۴ |
| سرلشکر        | ۱۳۴۱ | ۴۹ |
| سپهبد         | ۱۳۴۵ | ۵۳ |
| ارتشبد        | ۱۳۵۲ | ۶۰ |

## اقدامات

### خرید هواپیمای اف۱۴
بنا به گفته شاپور آذربرزین زمانی که پادشاه ایران تصمیم گرفته بود هواپیمای جدیدی به عنوان پشتوانه اف‌۴ خریداری شود، از رئیس وقت نیروی هوایی، ارتشبد خاتمی، خواست که روی هواپیماهای اف‌۱۴ و اف۱۵ مطالعه نموده و نتیجه را اعلام کند. سپهبد آذربرزین، معاون عملیات نیروهی هوایی، که به عنوان همراه خاتمی او را در این سفر همراهی می‌کرده گزارشی در مورد برتری‌های اف۱۵ به اف۱۴ تهیه نمود. وی در این گزارش مدعی می شود اف‌۱۵ -برخلاف اف‌۱۴- هواپیمایی برای دفاع دوگانه است (هم دفاع هوایی و هم بمب‌افکن). به علاوه قیمت اف‌۱۴ سی‌وشش میلیون دلار بوده حال آنکه قیمت اف ۱۵ نه میلیون دلار. مضافا اینکه اف‌۱۵ به خاطر شباهت به ساختار اف‌ ۴ نیاز به همراهی کارشناسان خارجی جدید ندارد، حال آنکه برای اف‌۱۴ باید سیصد خارجی به ایران بیایند و هزینه آنها بر عهده ایران خواهد بود. آذربرزین به این مطلب اشاره می‌کند که اف‌۱۴ در اصل برای دفاع از ناو هواپیمابر ساخته شده و عملیاتی‌کردن اف‌۱۴ نیاز به راه‌اندازی سیستم راداری در سراسر کشور و هماهنگ کردن آن با سیستم راداری نیروی دریایی است که هزینه‌ سرسام‌آوری به بار خواهد داشت. در نهایت بیان می‌دارد که اسرائیل هم بعد از خرید اف‌۴، مبادرت به خرید اف‌۱۵ نمود. با این وجود بنا به ادعای آذربرزین، در غیاب خاتم، طوفانیان یک تیم از شرکت سازنده (گرامن) به ایران می‌آورد و شاه را متقاعد به خرید هواپیمای اف ۱۴ هر کدام به قیمت ۳۶ میلیون دلار می‌نماید.
بعد از عقد قرارداد فروش، طوفانیان در یک مصاحبه اعلام نمود که مصمم است از طرف ایران ۲۸ میلیون دلار جریمه بابت این قرارداد از گرامن بگیرد و این پول را به هر نحوی شده -مثلا از محل پرداختهای آتی به شرکت گرامن- از آنها خواهد گرفت. نیویورک تایمز مطالب عنوان شده توسط طوفانیان را عمدتا به منظور منحرف کردن نگاهها به یک گمانه زنی می‌داند که براساس آن مقامات رسمی ایرانی احتمالا بصورت ناپسندی تحت تاثیر دلالان گرامن قرار گرفته‌اند. طوفانیان اما به این مساله اعتراض نموده و گفت نیازی به واسطه در این معامله نبوده چرا که خودش به تنهایی از طرف حکومت ایران برای خرید هواپیماهای جنگنده مذاکره نموده است. طوفانیان به طرف آمریکایی اعلام کرده است که از طرف شاه ایران ماموریت یافته است خرید هواپیما را به کمترین مبلغ ممکن انجام دهد و اگر طرف آمریکایی ۲۰ درصد کمیسیون به دلالان پرداخته به این معنی است که مبلغ اعلامی شرکت آمریکایی به ایران منصفانه نبوده بنابراین این پول از پرداخت آتی به شرکت آمریکایی کسر خواهد شد. طوفانیان به سه برادر با نامهای هوشنگ، پرویز و منصور لاوی اشاره می‌کند که به گفته یکی از دوستان آمریکایی طوفانیان، شرکت گرامن به آنها حق نمایندگی اعطا نموده بود. سخنگوی رسمی شرکت گرامن در پاسخ به این مساله بیان داشت «پولی که به عنوان کمیسیون قرارداد تامکت (اف‌۱۴) قول آن داده شده بود، قرار بود از محل همین قرارداد تامین شود و نه پرداختهای آتی از سوی ایران».

### پروژه شکوفه
ارتشبد طوفانیان در سفری به اسرائیل در ژوئیه ۱۹۷۷ با موشه دایان و عزر وایزمن ملاقات کرده و قرارداد یک پروژه مشترک بنام پروژه شکوفه برای ساخت موشکهای زمین به زمین را با آنها منعقد کرد. تمرکز پروژه بر روی ساخت نمونه ای از موشک گابریل با برد بیشتر و یک مدل قابل پرتاب از روی زیردریایی های آینده ایران بود این پروژه در سایت پارچین شروع شد و ایران حدود یک میلیارد دلار بر روی آن سرمایه گذاری کرد که با آغاز انقلاب ۵۷ تعطیل شد.

## سمت‌ها
وی در سال ۱۳۱۲ به استخدام ارتش درآمد و در دوران سلطنت محمدرضا پهلوی، مهمترین مناصب وی به‌قرار زیر بوده‌است:
- فرمانده آموزشگاه خلبانی
- رئیس دایره ۲ طرح‌های استراتژیک اداره سوم ارتش
- معاون هوایی اداره سوم ارتش
- مدیرعامل سازمان صنایع نظامی
- آجودان مخصوص شاه
- رئیس اداره خرید و سفارش‌ها خارجی صنایع نظامی و جانشین وزیر جنگ